# 피토엔
피토엔(영어: phytoene)은 카로티노이드의 생합성 과정에서의 대사 중간생성물로 탄소 수가 40개인 화합물이다. 피토엔의 합성은 식물의 카로티노이드의 합성에서 첫 번째 개입 단계(committed step)이다. 피토엔은 피토엔 생성효소에 의해 2분자의 제라닐제라닐 피로인산(GGPP)으로부터 생성된다. 제라닐제라닐 피로인산 2분자는 함께 응축된 다음, 피로인산의 제거 및 양성자의 이동으로 인해 피토엔을 형성한다.
음식으로 섭취한 피토엔과 피토플루엔은 간, 폐, 유방, 전립선, 대장 및 피부를 비롯한 사람의 여러 조직에서 발견된다. 이러한 카로티노이드들이 피부에 축적되면 자외선 흡수제, 항산화제, 항염증제 역할을 하는 여러 메커니즘에 의해 피부를 보호할 수 있다.

## 구조
피토엔은 3개의 공액 이중 결합을 가지고 있는 대칭 분자이다.

## 공급원
몇몇 과일들과 채소들을 분석한 결과 대부분의 과일들과 채소들에서 피토엔과 피토플루엔이 발견되었다. 다른 모든 카로티노이드들과는 대조적으로, 피토엔과 피토플루엔은 다른 카로티노이드들의 생합성 경로에 있는 첫 번째 카로티노이드 전구체로 자외선 영역의 빛을 흡수한다.

## 역사
1966년에 바실 위던(Basil Weedon)의 연구팀은 전합성으로 피토엔의 구조를 밝혀냈다.

## 같이 보기
- 카로티노이드